# Louis Ellies Dupin
Louis Ellies Dupin (17 de juny de 1657 - 6 de juny de 1719) fou doctor per la Sorbona, fill d'una família noble de Normandia.
Fou professor de filosofia al Collège de France. Dedicà la major part de la seva vida a compilar la Bibliothèque universelle des auteurs ecclésiastiques, obra immensa en què narra la vida d'aquests autors, el catàleg i la cronologia de llurs obres, un judici sobre llur estil i llur doctrina, a més de l'enumeració de les diferents edicions de llurs obres amb un examen crític.
Els judicis que aporta a l'obra sobre diversos Pares de l'Església feren que fos condemnat per Roma; també fou molt criticat per teòlegs francesos, principalment per Jacques-Bénigne Bossuet.
Després de declarar-se, juntament amb els jansenistes, contra la butlla Unigenitus, fou exiliat a Châtellerault i privat de la seva càtedra a la universitat. Fou fustigat cap al final de la seva vida per haver tingut correspondència amb l'Arquebisbe de Canterbury, amb la finalitat d'apropar catòlics i anglicans.
La Bibliothèque des auteurs ecclésiastiques, publicada el 1686 i durant els anys següents, ocupa, juntament amb els suplements, 61 volums. Dupin, a més a més, publicà:
- Edicions de Sant Optat, 1700
- Edicions de Gerson, 1703
- Bibliothèque universelle des historiens, 1707
- Histoire abrégée de l'Église, 1712
- Traités de la Puissance temporelle, 1707
- Traité historique des Excommunications, 1715